# Telegdy-Kapás Boglárka
Telegdy-Kapás Boglárka, született Kapás Boglárka (Debrecen, 1993. április 22. –) olimpiai bronzérmes, világbajnok és hétszeres Európa-bajnok, rövid pályás Európa-bajnok, kétszeres ifjúsági olimpiai bajnok magyar úszó.
Az Eötvös Loránd Tudományegyetem pszichológia szakos hallgatója, az ELTE Sport Arca.

## Sportpályafutása
1999-ben kezdett versenyszerűen úszni. A 2007-es Európai Ifjúsági Olimpiai Fesztiválon második volt 800 méteren.
A 2008-as belgrádi ifi Eb-n 400 gyorson 11., 800 méteren hetedik volt. A pekingi olimpián a magyar olimpiai csapat legfiatalabb tagja volt (15 év, 111 nap). 400 méter gyorson 29. volt. A rövid pályás Európa-bajnokságon 800 méteren tizenegyedik, 400 méteren 14. helyen végzett.
A 2009-es ifi Eb-n 200 pillangón második, nyolcszáz gyorson negyedik, 4 × 200 méter gyorsváltóval ötödik volt. A rövid pályás ob-n 200 és 800 méter gyorson valamint 200 pillangón lett bajnok. A rövid pályás Európa-bajnokságon 200 pillangón 11., 800 gyorson kilencedik, 200 gyorson 24. volt.
A Szingapúrban rendezett 2010-es első nyári ifjúsági olimpián Magyarország első ifjúsági olimpiai aranyérmét nyerte nagy fölénnyel 200 méter pillangón, 2:08.72 időeredménnyel – a világranglista 10. legjobb idejét úszta, egyéni csúccsal. 200 méteres gyorsúszásban ezüstérmet nyert. 400 méteres gyorsúszásban is aranyérmes lett 4:10.37-es idővel, majdnem négy másodperccel megelőzve a ezüstérmest.
Az ob-n megszerezte első bajnoki aranyát. A 2010-es rövid pályás úszó-Európa-bajnokságon 800 méteres gyorsúszásban ezüstérmes lett. 400 gyorson negyedik, 200 pillangón 10., 200 gyorson 17. helyen zárt.
2011. június elején 800 m gyorson teljesítette az olimpiai kiküldetési A szintet. A vb-n országos csúccsal lett ötödik 800 m gyorson. Az év végén bordasérülést szenvedett, emiatt kényszerült kihagyni a rövid pályás Eb-t és az Amerika–Európa-úszógálát.
2012. május 24-én Debrecenben, a 31. úszó-Európa-bajnokságon 800 méter gyorson 1. helyezést szerzett 8:26,49 perces idejével. Ugyanitt 400 m gyorson ötödik, 200 m háton 26. lett.
Az olimpián 400 méter gyorson a 17. helyen végzett. 800 méter gyorson a selejtezőből hatodikként került a döntőbe, ahol 8.23,89 perces országos csúccsal szintén a hatodik helyen ért célba.
A 2013-as világbajnokságon 400 méter gyorson országos csúccsal, hetedik helyen jutott a döntőbe, ahol ötödik helyezést ért el. 1500 méteren országos csúccsal 5. helyen került a döntőbe. Itt a hetedik helyen végzett. 800 méter gyorson 5.-ként jutott tovább a selejtezőből. A döntőben országos csúccsal negyedik lett. 2013 szeptemberétől október végéig egy szembetegség miatt hosszabb kihagyásra kényszerült, Teljes értékű munkát csak 2014-től végezhetett. Emiatt kihagyta a rövid pályás szezont.
A 2014-es úszó-Európa-bajnokságon 400 m gyorson ötödik, 800 méter gyorson és a 4 × 200 m gyorsváltóval bronzérmes, 1500 méter gyorson ezüstérmes lett. A 2014-es rövid pályás úszó-világbajnokságon 400 méter gyorson ötödik, 800 m gyorson és a 4 × 200 m gyorsváltóval negyedik helyezést ért el.
2015. augusztus 4-én a kazanyi úszó-világbajnokságon 1500 méteren bronzérmet szerzett 15:47,09-es idővel, amellyel 15 másodperccel megjavította az országos csúcsot. 400 m gyorson 8., 800 méter gyorson hatodik helyen ért célba. 2015-ös rövid pályás úszó-Európa-bajnokságon 200 m gyorson 10., 400 m gyorson bronz-, 800 méter gyorson ezüstérmes lett. 2015 decemberében az UTE-be igazolt.
A 2016-os úszó-Európa-bajnokságon 400 m, 800 m, 1500 m gyorson és a 4 × 200 m gyorsváltóban is Európa-bajnokságot nyert. A 2016. évi nyári olimpiai játékokon 800 méteres gyorsúszásban bronzérmet szerzett, 400 méteres gyorsúszásban 4. helyen végzett.
A 2017-es budapesti világbajnokságon 400 méteres gyorsúszásban 5., 1500 méteres gyorsúszásban a 4. helyen végzett. 800 méteres gyorsúszásban 5. lett. A decemberi rövid pályás Európa-bajnokságon 400 méteres gyorsúszásban arany-,  800 méteres gyorsúszásban pedig új egyéni csúcsot úszva ezüstérmet szerzett.
A 2018-as úszó-Európa-bajnokságon 800 méteres gyorsúszában ötödik helyen ért célba, 200 méteres pillangóúszásban pedig Európa-bajnoki címet szerzett. A 2018-as rövid pályás úszó-világbajnokságon 200 méteres gyorsúszásban 24. lett, majd betegség miatt a 800 méter és a 400 méter gyorsúszásban nem állt rajthoz.
A 2019-es úszó-világbajnokságon 400 m gyorson 6. lett, 200 méteres pillangóúszásban pedig új egyéni csúcsot úszva világbajnoki címet szerzett.
2020 nyarán Hashimoto-thyreoiditis autoimmun pajzsmirigybetegséget állapítottak meg nála. A betegsége miatt előfordult, hogy rosszul lett (szédülés, gyengeség). Emiatt a 2020-as magyar úszóbajnokságon vissza kellett lépnie a 200 m pillangó döntőjétől.
2021 májusában a budapesti úszó Európa-bajnokságon új egyéni csúccsal nyerte meg a 200 méter pillangó döntőjét, Hosszú Katinka előtt, megvédve ezzel Európa-bajnoki címét. A 4 x 200 méteres gyorsváltó tagjaként ezüstérmet szerzett, 400 méter gyorson pedig bronzérmes lett. A tokiói olimpián 200 méteres pillangóúszásban 4. helyen végzett, a 4 x 200-as gyorsváltóval (Verrasztó Evelyn, Jakabos Zsuzsanna, Veres Laura, Késely Ajna) pedig a 7. helyen zárt.
2022 júliusában bejelentette, hogy nem indul az Európa-bajnokságon. A 2024-es párizsi olimpián 200 méteres pillangóúszásban nem jutott döntőbe, összesítésben 14. lett. A 2024-es rövid pályás úszó-világbajnokságot követően befejezte sportolói pályafutását.

## Magánélete
Férje Telegdy Ádám, aki szintén úszó. A 2022. augusztus 27-i esküvőt követően felvette férje vezetéknevét.
Testvére, a 2001-ben született Vanda 2021 februárjában elhunyt.

## Eredményei

### 2016
A Londonban megrendezésre került úszó Európa-bajnokságon az alábbi számokban állt rajthoz:
- 400 m gyors:
  - 4:03,47; döntő  Arany Európa-bajnok (2016. május 22.)[43]
- 800 m gyors:
  - 8:27,75; előfutam, a legjobb idővel jutott tovább a döntőbe (2016. május 18.)[44]
  - 8:21,40; döntő,  Arany Európa-bajnok (2016. május 19.)[45]
- 1500 m gyors:
  - 16:14,43; előfutam, a legjobb idővel jutott tovább a döntőbe (2016. május 20.)[46][47]
  - 15:50,22; döntő,  Arany Európa-bajnok – Európa-bajnoki csúcs (2016. május 21.)[48][49]
- 4×200 m gyorsváltó:
  - 7:57,94 (az ő 200 méteres ideje: 2:01,18) előfutam, a váltó a 2. legjobb idővel jutott tovább a döntőbe (2016. május 19.)[50]
  - 7:51,63 (az ő 200 méteres ideje: 1:58,22) döntő,  Arany Európa-bajnok (2016. május 19.)[51]

## Magyar bajnokság

### 50 méteres medence
| 50 méter                     | 2008 | 2009 | 2010 | 2011 | 2012 | 2013 | 2014 | 2015 | 2016 | 2017 | 2018 | 2019 | 2020 | 2021 | 2022 | 2023 | 2024 |
| ---------------------------- | ---- | ---- | ---- | ---- | ---- | ---- | ---- | ---- | ---- | ---- | ---- | ---- | ---- | ---- | ---- | ---- | ---- |
| 200 m gyors                  |      |      |      | 1.   | 2.   | 3.   | 2.   | 1.   | 1.   |      |      |      |      |      |      |      |      |
| 400 m gyors                  |      |      | 2.   | 3.   | 3.   | 1.   | 1.   | 1.   | 1.   | 3.   | 2.   | 2.   |      | 1.   |      | 4.   |      |
| 800 m gyors                  |      |      | 3.   | 2.   | 2.   | 1.   | 1.   | 1.   | 1.   | 1.   | 1.   |      |      |      |      |      | 1.   |
| 1500 m gyors                 |      |      | 1.   | 2.   | 2.   | 1.   | 1.   | 1.   | 1.   | 1.   |      | 2.   |      |      |      |      |      |
| 100 m pillangó               |      |      |      |      |      |      |      |      |      |      |      |      |      | 3.   |      |      |      |
| 200 m pillangó               |      |      | 3.   | 1.   | 3.   | 3.   | 4.   |      | 3.   | 3.   | 1.   | 1.   |      | 1.   |      | 1.   | 1.   |
| 200 m vegyes                 |      |      |      |      |      |      |      |      |      |      |      |      |      |      |      |      | 2.   |
| 400 m vegyes                 |      |      |      |      |      |      |      | 3.   | 3.   | 2.   | 1.   | 2.   | 1.   |      |      | 1.   | 2.   |
| 4 × 100 m gyorsváltó         | 3.   | 3.   | 3.   | 3.   | 3.   | 3.   | 1.   | 1.   |      |      |      |      |      |      | 3.   |      |      |
| 4 × 200 m gyorsváltó         | 3.   | 4.   | 3.   | 2.   | 3.   | 2.   | 1.   | 1.   |      |      |      |      |      | 3.   | 2.   | 1.   |      |
| 4 × 100 m vegyes váltó       | 3.   | 3.   | 3.   | 3.   |      | 4.   | 3.   |      | 1.   |      |      |      |      |      |      |      |      |
| 4 × 100 m gyorsváltó (mix)   |      |      |      |      |      |      |      | 1.   |      |      |      |      |      |      |      |      |      |
| 4 × 100 m vegyes váltó (mix) |      |      |      |      |      |      |      | 2.   |      |      |      |      |      |      | 1.   |      |      |
| 5 km                         |      |      |      |      |      |      |      | 1.   |      |      |      |      |      |      |      |      |      |
| 10 km                        |      |      |      |      |      |      |      | 3.   |      |      |      |      |      |      |      |      |      |

## Rekordjai
400 m gyors
- 4:06,34 (2013. június 28., Debrecen) országos csúcs
- 4:05,61 (2013. július 28., Barcelona) országos csúcs
- 4:03,47 (2016. május 22., London) országos csúcs[52]
- 4:02,37 (2016. augusztus 7., Rio de Janeiro) országos csúcs[53]

800 m gyors
- 8:24,79 (2011. július 30., Sanghaj) országos csúcs
- 8:23,89 (2012. augusztus 3., London) országos csúcs
- 8:21,21 (2013. augusztus 3., Barcelona) országos csúcs
- 8:19,43 (2016. augusztus 11., Rio de Janeiro) országos csúcs[54]
- 8:16,37 (2016. augusztus 12., Rio de Janeiro) országos csúcs[55]

1500 m gyors
- 16:02,58 (2013. július 29., Barcelona) országos csúcs
- 15:47,09 (2015. augusztus 4., Kazany) országos csúcs[56]

400 m gyors, rövid pálya
- 3:58,15 (2017. december 17., Koppenhága) országos csúcs[57]

## Díjai, elismerései
- Az év utánpótláskorú sportolója (2010) (a Nemzeti Sportszövetség díja)[58]
- MOB Junior-díj (2010)
- Junior Prima díj (2010)
- Az év magyar úszója (2011, 2020,[59] 2021[60])
- Magyar Bronz Érdemkereszt (2012)
- Újpestért-díj (2016)[61]
- Magyar Arany Érdemkereszt (2016)
- Pro Urbe Budapest (2016)[62]
- Pro Voluntarius díj (2021)
- Állatvédelmi Szakmai díj (2024)
- Csik Ferenc-díj (2025)[63]